# Thick of It
"Thick of It" é uma canção da cantora e compositora americana Mary J. Blige. Foi lançada como primeiro single de seu 13º álbum de estúdio, Strength of a Woman, em 7 de outubro de 2016. "Thick of It" alcançou a primeira posição da parada Adult R&B Songs da Billboard permanecendo no topo por 19 semanas. A cantora agradeceu em seu Instagram.

## Composição
"Thick of It" é um desabafo sobre seu divórcio com seu ex marido Kendu Isaacs. Em entrevista ela explicou sobre a canção: "Se você me conhece, você sabe exatamente com o que eu estou lidando agora. 'Thick Of It' fala sobre o divórcio e tudo isso que estou vivendo neste momento. É sobre o peso disso e sobre tudo isso. É aqui que eu estou. Eu estou no meio de um divórcio e nada disso parece certo. É horrível, mas eu tenho forças para atravessar isso e eu vou atravessar de uma forma ou de outra”.
Foi escrita por Blige, DJ Camper, Jazmine Sullivan e produzida por DJ Camper. A faixa ainda contém demonstrações de "Give a Little Love", escrita por Phil Wainman, Johnny Goodison e interpretada por Bay City Rollers.

## Videoclipe
Seu videoclipe foi lançado em 7 de novembro de 2016 em sua página oficial do YouTube. A direção é de Dennis Leupold.

## Faixas e formatos
| Download digital |               |         |  |
| N.º              | Título        | Duração |  |
| 1.               | "Thick of It" | 4:01    |  |

## Desempenho nas tabelas musicais

### Posições
| Tabela musical (2016)                   | Melhor posição |
| --------------------------------------- | -------------- |
| Estados Unidos (R&B/Hip-Hop Songs)      | 47             |
| Estados Unidos (Adult R&B Airplay)      | 1              |
| Estados Unidos (Bubbling Under Hot 100) | 17             |
| Estados Unidos (R&B/Hip-Hop Airplay)    | 5              |

## Histórico de lançamento
| País           | Data                 | Formato                     | Gravadora |
| -------------- | -------------------- | --------------------------- | --------- |
| Mundo          | 7 de outubro de 2016 | Download digital, streaming | Capitol   |
| Estados Unidos | 8 de outubro de 2016 | Radio Urban AC, Radio Urban | Capitol   |